# Teoria kataskopiczna
Teoria kataskopiczna (ang. kataskopic) – o teorii społecznej wychodzącej od koncepcji społeczeństwa, a kończącej się na opisie jednostki; przeciwstawna teorii "anaskopicznej", formułującej koncepcję społeczeństwa na podstawie opisu jednostki. Od czasów Durkheima socjologia jest z reguły kataskopiczna.